# Idrætsforeningen Gullfoss
Idrætsforeningen Gullfoss er en dansk atletikklub hjemmehørende på Amager i København. Klubbens træningsfaciliteter findes på Sundby Idrætspark.
Idrætsforeningen stiftedes 2. august 1927, på Islands Brygge, ved "Faste batteri" med to afdelinger: atletik og håndbold. I midten af 1970'erne valgte håndbold afdelingen at fusionere med Christianshavns Idræts Klub, og atletik afdelingen kørte videre selvstændigt.

## Atleter fra Gullfoss
- Thyge Thøgersen
- Henrik Petersen
- Stig Oxholm
- Sven Fosbo
- Søren Corneliussen
- Edgar Wendelboe
- Helge Fals
- Claus Bahrt
- Curd Bahrt
- Heidi Vand
- Kim Nielsen (Scharboe)